# Đại hội Thể thao Đông Nam Á 1979
Đại hội Thể thao Đông Nam Á 1979 (tiếng Indonesia: Pesta Olahraga Asia Tenggara 1979), tên gọi chính thức là Đại hội Thể thao Đông Nam Á lần thứ 10, là sự kiện thể thao đa môn cấp tiểu khu vực được tổ chức tại Jakarta, Indonesia từ ngày 21 đến ngày 30 tháng 9 năm 1979. Đây là lần đầu tiên Indonesia đăng cai đại hội. Indonesia là quốc gia thứ năm đăng cai Đại hội Thể thao Đông Nam Á, sau Thái Lan, Miến Điện, Malaysia và Singapore. Đại hội được Tổng thống Suharto chính thức khai mạc và bế mạc tại Sân vận động Thể thao Senayan. Bảng tổng sắp huy chương cuối cùng chứng kiến chủ nhà Indonesia dẫn đầu, theo sau là Thái Lan và Miến Điện.

## Quốc gia tham dự
Brunei khi đó là thuộc địa của Anh.
- Miến Điện
- Brunei
- Indonesia (Chủ nhà)
- Malaysia
- Philippines
- Singapore
- Thái Lan

## Bảng tổng sắp huy chương
| Hạng               | Đoàn               | Vàng | Bạc | Đồng | Tổng số |
| ------------------ | ------------------ | ---- | --- | ---- | ------- |
| 1                  | Indonesia (INA)    | 92   | 78  | 52   | 222     |
| 2                  | Thái Lan (THA)     | 50   | 46  | 29   | 125     |
| 3                  | Miến Điện (BIR)    | 26   | 26  | 24   | 76      |
| 4                  | Philippines (PHI)  | 24   | 31  | 38   | 93      |
| 5                  | Malaysia (MAS)     | 19   | 23  | 39   | 81      |
| 6                  | Singapore (SIN)    | 16   | 20  | 36   | 72      |
| 7                  | Brunei (BRU)       | 0    | 1   | 0    | 1       |
| Tổng số (7 đơn vị) | Tổng số (7 đơn vị) | 227  | 225 | 218  | 670     |

1Brunei đang là xứ bảo hộ thuộc Vương quốc Anh.

## Môn thể thao
- Thể thao dưới nước  (chi tiết)

- Bắn cung  (chi tiết)

- Điền kinh  (chi tiết)

- Cầu lông  (chi tiết)

- Bóng rổ  (chi tiết)

- Quyền Anh  (chi tiết)

- Xe đạp  (chi tiết)

- Bóng đá  (chi tiết)

- Thể dục dụng cụ  (chi tiết)

- Khúc côn cầu  (chi tiết)

- Judo  (chi tiết)

- Cầu mây  (chi tiết)

- Bắn sung  (chi tiết)

- Bóng mềm  (chi tiết)

- Bóng bàn  (chi tiết)

- Quần vợt  (chi tiết)

- Cầu lông  (chi tiết)

- Cử tạ  (chi tiết)